# Gérard Tichy

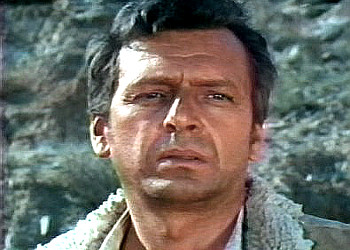
Tichy in 100.000 Dollar für Ringo (1965).

Gérard Tichy (* 11. März 1920 in Weißenfels; † 11. April 1992 in Madrid; eigentlich Gerhard Johannes Alexander Tichy Wondzinski) war ein deutscher Schauspieler. Er wirkte in zahlreichen spanischen bzw. in Spanien gedrehten Filmen mit, so unter anderem in El Cid (1961) und Doktor Schiwago (1965).

## Leben
Tichy war der Sohn eines Arztes. Nach einer kurzen Periode als Künstler wurde er zunächst zum Reichsarbeitsdienst eingezogen und nahm danach als Infanteriesoldat am Polen- und Frankreichfeldzug teil. Nach seinem Einsatz an der Ostfront erlebte er das Kriegsende als Leutnant im Elsass.
Aus dem Kriegsgefangenenlager in Bordeaux, in dem er eineinhalb Jahre verbrachte, floh er am Heiligabend 1946, wurde aber bald darauf festgenommen und in ein anderes Lager verbracht. Schon wenige Stunden später floh er erneut und erreichte die südfranzösische Stadt Dax, wo er sich eine Weile in einem Kino versteckte, bis er schließlich in den Schnellzug zur Grenzstadt Hendaye stieg. Da die Grenze gesperrt war, versuchte er den Bidasoa zu durchwaten, um nach Spanien zu gelangen. Dort wurde er sofort von der spanischen Polizei festgenommen, nach drei Monaten fanden sich aber in Spanien ansässige Deutsche, die für ihn bürgten und seine Freilassung bewirkten. Er zog zunächst nach San Sebastián, dann nach Madrid, wo er als Kellner arbeitete.
Durch Vermittlung des Kameramanns Hans Scheib (* 1905) gelangte er an den Regisseur César Fernández Ardavín, der für seinen Film Neutralidad (1949) gerade einen Darsteller für einen deutschen U-Boot-Kommandanten suchte. Von da ab arbeitete Tichy intensiv an seiner Filmkarriere und wirkte schon im folgenden Jahr in fünf weiteren Filmen mit. Trotz fehlender schauspielerischer Ausbildung wurden ihm bald einige bedeutende Rollen gegeben. Er spielte sowohl Schurken als auch positive Figuren und kam seit den 1960er Jahren häufig in internationalen Filmen mit spanischen Drehorten zum Einsatz.
Wiederholt kehrte er nach Deutschland zurück, wo er nicht nur in dem Zarah-Leander-Film Cuba Cabana und der Fernseh-Operettenverflmung Giuditta – Freunde das Leben ist lebenswert mitwirkte, sondern auch am Theater auftrat, zum Beispiel 1959 an den Hamburger Kammerspielen.

## Filmografie (Auswahl)
- 1949: Kameraden auf See (Neutralidad)
- 1950: Der schwarze Jack (Black Jack)
- 1951: Mit leeren Händen (Balarrasa)
- 1952: Cuba Cabana
- 1953: Boccaccios große Liebe (Decameron Nights)
- 1953: Der Verräter des Herrn – Judas Ischariot (El beso de Judas)
- 1957: Das große Heimweh (Y eligió el infierno)
- 1958: Stahlnetz: Das zwölfte Messer
- 1959: Molokai, la isla maldita
- 1961: König der Könige (King Of Kings)
- 1961: El Cid (El Cid)
- 1962: Rendezvous in Madrid (The Happy Thieves)
- 1962: Sieben Gladiatoren (I sette gladiatori)
- 1964: Die Revolte der Sieben (Gli invincibili sette)
- 1964: Schnelle Colts für Jeannie Lee (Desafío en Río Bravo)
- 1965: 100.000 Dollar für Ringo (100.000 Dollari per Ringo)
- 1965: Doktor Schiwago (Doctor Zhivago)
- 1965: Die Hölle von Manitoba
- 1965: Cuatro dólares de venganza
- 1965: Unser Mann aus Istanbul (Operación Estambul)
- 1965: Die Todesminen von Canyon City (¡Que viva Carrancho!)
- 1965: M. C. contra Dr. Kha (Marie-Chantal contre le docteur Kha)
- 1966: CIA-Agent Jeff Gordon (Le solitaire passe à l’attaque)
- 1966: Die Doppelgänger (Colpo maestro al servizio di sua maestà britannica)
- 1966: Der Mann aus Texas (The Texican)
- 1966: Unter der Flagge des Tigers (Surcouf, l’eroe dei sette mari)
- 1966: Donner über dem Indischen Ozean (Tormenta sobre el Pacífico)
- 1966: Das rote Phantom schlägt zu (Superargo contro Diabolicus)
- 1967: Die Doppelgänger (Colpo maestro al servizio di Sua Maestà britannica)
- 1967: Von Angesicht zu Angesicht (Faccia a faccia)
- 1968: Carrera – Das Geheimnis der blonden Katze (El magnifico Tony Carrera)
- 1968: An einem Freitag in Las Vegas (Las Vegas, 500 millones)
- 1968: Zwei Nummern zu groß (Un dollaro per 7 vigliacchi)
- 1969: Ein Hoch der Liebe (Cantando a la vida)
- 1969: Für ein paar Leichen mehr (Sonora)
- 1969: Red Wedding Night (Una hacha para la luna de miel)
- 1970: Laßt uns töten, Companeros (Vamos a matar, compañeros)
- 1973: Herrscher einer versunkenen Welt (La isla misteriosa)
- 1973: Maske des Grauens (La corrupción de Chris Miller)
- 1973: Der Totenchor der Knochenmänner (La orgía de los muertos)
- 1976: Strip-Tease
- 1981: Die Reise zur Insel des Grauens (Misterio en la isla de los monstruos)
- 1981: Der letzte Harem (L’ultimo harem)
- 1984: Hydra – Die Ausgeburt der Hölle (Serpiente de mar)